# Шуваев, Дмитрий Савельевич
Дми́трий Саве́льевич Шува́ев (12 [24] октября 1854, Уфа — 19 декабря 1937, Липецк) — русский военачальник, генерал от инфантерии. Военный министр Российской империи во время Первой мировой войны.

## Биография
Из потомственных почётных граждан Оренбурга. Окончил Оренбургскую Неплюевскую военную гимназию. В 1872 году окончил 3-е Александровское военное училище. Служил во 2-й Туркестанской батарее; участвовал в кампаниях 1873—1875 годов в Средней Азии.
В 1878 году окончил академию Генерального штаба по 2-му разряду. С 1878 года — в штабе Оренбургского военного округа. С 1879 года — преподаватель, с 11 февраля 1885 года — начальник Новочеркасского казачьего юнкерского училища. С 23 мая 1899 года — начальник Киевского военного училища.
С 10 января 1905 года — командующий (с 6 декабря 1906 года — начальник) 5-й пехотной дивизией, с 24 мая 1908 года — командир 2-го Кавказского армейского корпуса.
C 8 августа 1909 по апрель 1914 года — начальник Главного интендантского управления Военного министерства. Будучи лично честным и неподкупным человеком, практически искоренил коррупцию в интендантском ведомстве. Его деятельность проходила в условиях военной реформы 1905—1912 гг., при реорганизации интендантского управления особое внимание было обращено на усиление технического комитета за счёт введения в его состав представителей гражданских ведомств (министерств финансов, торговли, промышленности и др.), а также профессоров ряда институтов. В 1911 году для подготовки интендантских кадров вместо существовавшего с 1900 года при Академии Генерального штаба интендантского курса была создана Интендантская академия. Позже, в 1913 году, реформированию подверглись и войсковые интендантские органы. 12 июля 1911 года произведён в генералы от инфантерии.
Руководил подготовкой интендантства к войне и снабжением войск во время первой мировой войны. 13 декабря 1915 года был назначен главным полевым интендантом и начальником сформированного управления главного полевого интенданта Ставки Верховного главнокомандующего. Шуваев предоставил Земскому союзу, возглавляемому Г. Е. Львовым, заказ на поставку армии полушубков, валенок и черкесок. По инициативе Г. Е. Львова в адрес Шуваева была отправлена телеграмма: «Представители губернских земств, собравшиеся в Москве для обсуждения вопросов, связанных с выполнением Земским Союзом нового огромного заказа Главного интендантства, поручили мне приветствовать Ваше превосходительство, как энергичного, неутомимого руководителя интендантского ведомства, искренно и целиком преданного служению армии и Родине, сумевшего, путём широкого привлечения всех общественных сил страны к делу снабжения нашей несравненной армии, обеспечить её всем необходимым. Объединённые в земский союз, земства приложат все свои силы к выполнению возлагаемой на них ответственной задачи».
С 15 марта 1916 по 3 января 1917 года — военный министр. В этот период был осуществлён «Брусиловский прорыв» — наступление войск Юго-Западного фронта, продолжавшееся с 4 июня до середины сентября 1916 г.
4 ноября 1916 года выступил на заседании Думы с речью, в которой рассказал об улучшении снабжения армии и высказал уверенность в победе.
3 января 1917 года уволен с поста военного министра с назначением членом Государственного Совета. С 10 марта 1917 года — член Военного Совета.
После Октябрьской революции в ноябре 1917 года арестован ВЧК как бывший царский министр, но затем отпущен. В 1918 году добровольно вступил в РККА, главный военный интендант в Петрограде. Преподавал в военно-учебных заведениях Красной Армии. С 18 октября 1920 года — в распоряжении Реввоенсовета. В 1922 г. — начальник штаба Петроградского военного округа РККА. Позже преподавал тактику на курсах «Выстрел». В 1926 году уволен в отставку по возрасту, жил в Липецке, персональный пенсионер с 1927 года.
8 августа 1937 года арестован органами НКВД по обвинению в антисоветской агитации (ст. 58-10, 58-8 Уголовного кодекса РСФСР). 19 октября 1937 года тройкой УНКВД по Воронежской области дело в отношении него было прекращено «за преклонностью возраста и болезнью». 9 декабря 1937 года был повторно арестован.
Выписка из протокола заседания тройки УНКВД от 15 декабря 1937 года:
«Обвиняется в том, что вёл контрреволюционную агитацию пораженческого характера. Высказывал террористические намерения против вождя ВКП(б). Распространял контрреволюционные измышления о положении населения в СССР. Клеветал на Советскую власть».
Приговорён к расстрелу. Приговор приведён в исполнение 19 декабря 1937 года.
Решением президиума Липецкого областного суда от 22 декабря 1956 года реабилитирован (посмертно).

### Семья
Жена — Елизавета Петровна.
Сын — Александр (1886—1943), кадровый офицер, военспец в РККА.
Второй сын — Пётр (перед Первой мировой войной штабс-капитан в отставке). В 1914 году добровольцем ушёл со второго курса Санкт-Петербургской духовной академии на фронт. В 1956 году ходатайствовал о реабилитации отца перед Генпрокурором СССР Руденко Р. А.

## Награды
- Орден Святого Станислава 3-й степени с мечами и бантом (09.01.1874);
- Орден Святой Анны 4-й степени (09.01.1874);
- Орден Святой Анны 3-й степени с мечами и бантом (08.11.1876);
- Орден Святого Станислава 2-й степени с мечами (08.11.1876);
- Орден Святой Анны 2-й степени (01.11.1881);
- Орден Святого Владимира 4-й степени (16.12.1885);
- Монаршая благодарность (07.05.1887);
- Орден Святого Владимира 3-й степени (27.12.1890);
- Орден Святого Станислава 1-й степени (01.08.1903);
- Орден Святой Анны 1-й степени (11.02.1906);
- Орден Святого Владимира 2-й степени (05.09.1909);
- Орден Белого орла (25.03.1912);
- Орден Святого Александра Невского (06.12.1914);
- Бриллиантовые знаки к ордену Святого Александра Невского (10.04.1916);
- Знак отличия беспорочной службы за XL лет (22.08.1916).

## Отзывы
Генерал-полковник Иван Васильевич Болдин:
Оригинальной личностью среди преподавателей «Выстрела» был специалист по топографии, кстати сказать, последний военный министр в царском правительстве, генерал Шуваев. В дни практических занятий он закатывал тридцатикилометровые походы для производства топографических съёмок и шёл таким быстрым шагом, что мы, годившиеся ему в сыновья, едва поспевали.

Шуваев был всегда опрятен, сапоги на нём блестели как зеркало. Генерал любил подчеркнуть, что в фуражке у него хранится игла с ниткой, которой он пользуется ещё с того времени, когда был главным интендантом русской армии.

Слушателей интересовала судьба Шуваева, она нам казалась романтичной, при каждом удобном случае мы расспрашивали его о жизни до революции, о встречах с царём. Как-то после очередной лекции, когда в перерыве Шуваева окружила группа слушателей, я спросил:

— А вас на Лубянку, в ЧК, никогда не приглашали, ведь вы всё-таки были министром?
Шуваев спокойно разгладил свою большую белую бороду и развёл руками:

— А за что меня на Лубянку? Феликс Эдмундович Дзержинский знает, кого брать. Я-то чей сын? Солдата-сверхсрочника. А сам я кто? Солдат. Так и запомните — солдат! Думаете, я службу в царской армии с калачами начинал? Нет, братцы, дудки! Как и вы, пощёчины получал от унтер-офицера…
— А самому не приходилось давать? — спросил один из слушателей.
Шуваев побледнел, нервно сжал пальцы рук и в упор посмотрел на того, кто произнёс эти обидные слова.

— Молодой человек, наше счастье, что ЧК возглавляет человек большого ума и сердца, безупречно честный, справедливый и прозорливый Феликс Эдмундович. Не дай бог, если бы там был глупец или краснобай, — все получили бы по пуле, а такие, как я, — по две.
Немного успокоившись, Шуваев продолжал:

— Я всегда считал солдата своим братом, стремился понять его душу, потому что сам из одного с ним теста — солдатский сын. И мать свою — крепостную крестьянку — буду помнить и почитать до конца жизни.
Шуваев замолчал и стал нервно подёргивать бороду. Все мы тогда чувствовали себя неловко, а я не рад был, что затеял этот разговор. После того случая никто больше не напоминал Шуваеву о его прошлом. С первых дней своего существования Советская власть доверила ему воспитание командиров Красной Армии, и это доверие он оправдал.